# Prothesenlockerung

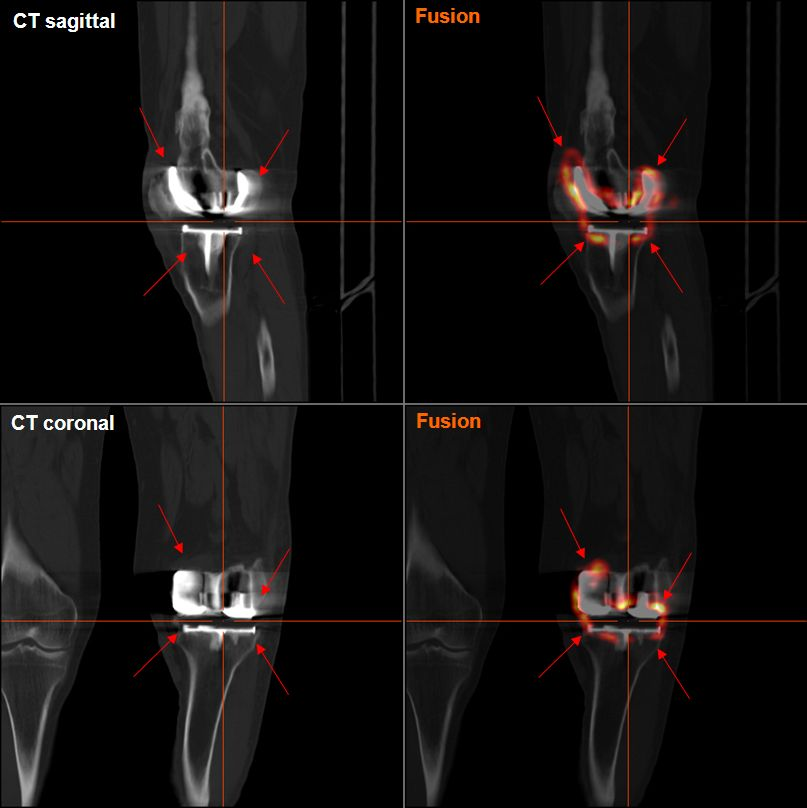
Darstellung einer bekannten septischen Prothesenlockung in der FDG PET/CT

Die Prothesenlockerung ist ein Phänomen, welches bei ca. 8 % aller implantierten Gelenkprothesen innerhalb von 10 Jahren nach Einbau auftritt. Dies betrifft weltweit ca. 10.000 bis 12.000 Patienten pro Jahr.

## Formen
Man unterscheidet zwischen der aseptischen und der septischen Prothesenlockerung.
Bei der aseptischen Prothesenlockerung existieren als Hauptursachen:
- Abriebpartikel (z. B. aus Polyethylen (PE), Knochenzement, Keramik oder Metall)
- Fehlende initiale Stabilität bei der Implantation

Im Rahmen der septischen Prothesenlockerung, welche durch minimale Infektionen im Rahmen der Implantation entsteht, unterscheidet man:
- high-grade Infektionen mit typischen Symptomen einer Entzündung
- low-grade Infektionen mit untypischen oder gar keinen Symptomen

## Therapie
Im Rahmen einer Prothesenlockerung bleibt zum Erhalt der Mobilität des Patienten oftmals nur die Revisionsoperation mit Explantation der gelockerten Prothese und der Implantation eines Ersatzes.
Bei der Explantation wird die periprothetische Membran, die sich physiologisch zwischen Prothese und umgebendem Knochen oder Zement bildet, entfernt.
Bei aseptischen Prothesenlockerungen erfolgen Explantation und Re-Implantation einer neuen Prothese meist einzeitig, d. h. während der gleichen Operation, während bei infizierten Prothesen häufig „zweizeitig“ vorgegangen wird – ein einzeitiges Vorgehen ist aber genauso möglich. Welches Verfahren wann überlegen ist, ist umstritten. Bei zweizeitigem Vorgehen wird nach dem Ausbau der infizierten Prothese zunächst eine Antibiotika-Therapie durchgeführt und Antibiotika-haltige Materialien anstelle der vormaligen Prothese eingebracht (z. B. ein Gentamicin-haltiger Knochenzement-Spacer), bevor einige Wochen später eine Revisions-Prothese implantiert wird.
Die Prothesen, die nach Lockerung einer Erstprothese verwendet werden, sind sog. Revisionsprothesen, und oft deutlich größer dimensioniert, da mit einer Lockerung oft ein erheblicher Knochensubstanzverlust einhergeht. Gegebenenfalls muss auch eine Knochentransplantation zur Armierung oder zum Wiederaufbau des knöchernen Prothesenlagers erfolgen, die autogen von anderen Stellen des Körpers (z. B. eine Spongiosaplastik vom Beckenkamm) oder allogen mit Fremdknochen aus einer Knochenbank durchgeführt werden kann. Generell ist die Überlebenszeit von Revisionsprothesen kürzer als die von Erstprothesen, mit der Gefahr einer erneuten Lockerung.
Mittels spezieller Operationstechniken (z. B. impaction grafting) kann allerdings das defekte Knochenlager derart rekonstruiert werden, dass auch mit weitgehend konventionellen Prothesentypen eine der Erstimplantation vergleichbare Überlebenszeit erwartet werden kann. Im Falle einer septischen Lockerung können Knochentransplantate verwendet werden, die teilweise mit Antibiotika imprägniert wurden. Hierdurch sind einzeitige Wechseloperationen möglich, bei denen nach der Entfernung der gelockerten oder infizierten Prothese direkt im Rahmen desselben Eingriffs eine neue Prothese implantiert wird, nach Sanierung der Infektion und der Rekonstruktion von knöchernen Defekten.

## Periprothetische Membran
Als periprothetische Membran wird ein Saum aus Bindegewebe bezeichnet, der sich zwischen Knochen und Endoprothese bildet. Diese Membran kann sich auch um festsitzende Implantate bilden und wird dabei ca. 0,1 mm dick. Bei gelockerten Prothesen beträgt die Dicke aber bis zu 1,0 cm. Ihre histologische Struktur ist abhängig von der Ursache der Lockerung.
Im Jahr 2006 wurde in einer Konsensus-Klassifikation eine Einteilung der periprothetischen Membran in 4 Subtypen vorgenommen, welche durch unterschiedliche Ursachen entstehen und mit der Standdauer der Endoprothesen in Beziehung stehen.

## Konsensus-Klassifikation
Hierbei wurden 370 periprothetische Membranen, die bei einem Prothesenwechsel entfernt wurden, von Pathologen histologisch mit dem Mikroskop untersucht. Diese Klassifikation ist weithin anerkannt und wird international verwendet. Selbst hochrangige Fachzeitschriften wie das New England Journal of Medicine beziehen sich hierauf.
Die Klassifikation unterscheidet 4 Subtypen der periprothetischen Membran:
- Typ 1, Abriebinduzierter Typ

Tritt in ca. 55 % der Fälle auf und geht mit einer mittleren Prothesenstandzeit von 10,1 Jahren einher.
Im mikroskopischen Bild finden sich vor allem Makrophagen, welche kleinere Abriebpartikel aufnehmen, sowie mehrkernige Riesenzellen, die große Partikel aufnehmen. Leukozyten finden sich nur sporadisch. Typ-1-Membranen treten bei zementierten Endoprothesen signifikant häufiger auf.
- Typ 2, Infektiöser Typ

Tritt in ca. 20 % der Fälle auf und geht mit einer mittleren Prothesenstandzeit von 3,2 Jahren einher.
Im mikroskopischen Bild finden sich bei der low-grade Infektion aktivierte Fibroblasten, Proliferationen kleiner Blutgefäße, Ödem und viele neutrophile Granulozyten, sowie Ansammlungen von Plasmazellen. Bei der high-grade Infektion liegen neutrophile Granulozyten im Überfluss mit reichlich Ödem vor. Typ-2-Membranen treten bei zementierten und nicht-zementierten Endoprothesen etwa gleich häufig auf.
Zu den die Infektion verursachenden Bakterien gehören vor allem Hautkeime wie Staphylococcus epidermidis oder der Keim Staphylococcus aureus.
- Typ 3, Mischtyp

Tritt in ca. 5 % der Fälle auf und geht mit einer mittleren Prothesenstandzeit von 4,5 Jahren einher.
Im mikroskopischen Bild zeigen sich Eigenschaften der Membrantypen 1 und 2, welche jeweils bestimmte Bereiche der periprothetischen Membran einnehmen. Typ-3-Membranen treten bei unzementierten Endoprothesen etwas häufiger auf.
- Typ 4, Indifferenztyp (nicht abriebinduziert oder infektiös)

Tritt in ca. 15 % der Fälle auf und geht mit einer mittleren Prothesenstandzeit von 5,4 Jahren einher.
Im mikroskopischen Bild zeigt sich kollagenreiches Bindegewebe, teilweise mit Fibrinbelägen. Auch die Ausbildung einer Deckzellschicht aus Fibroblasten und Makrophagen ähnlich einer Synovialmembran ist möglich. Typ-4-Membranen treten doppelt so häufig bei unzementierten Endoprothesen auf.
In 5 % der Fälle ist eine Zuordnung der periprothetischen Membran nicht möglich.
Die Konsensus-Klassifikation ist gut und sicher durchführbar und weist eine Reproduzierbarkeit zwischen mehreren Untersuchern von ca. 85 % auf.
In der erweiterten Konsensusklassifikation der periprothetischen Membran sind neben den vier genannten Membrantypen weitere für die Pathogenese der Endoprothesenlockerung wichtige Entitäten miteinbegriffen, welche sich sicher mittels der Histopathologie und unter Zuhilfenahme klinischer Informationen diagnostizieren lassen.
Zu der erweiterten Konsensusklassifikation zählen:
- Arthrofibrose

Die Arthrofibrose, welche in einer abriebinduzierten und in einer nicht-abriebinduzierten Form vorliegen kann. Hierbei kommt es zu einer überschießenden inneren Vernarbung des Gelenks.
- Implantatallergie

Diese viel diskutierte Entität zeichnet sich durch ein dichtes, nodal-lymphatisches Infiltrat aus und scheint auf einer allergischen Reaktion auf Endoprothesenmaterialien zu beruhen.
- Ossäre Pathologien

Zusätzlich zu Gelenk und Neosynovialis kann der implantattragende Knochen selbst pathologische Veränderungen aufweisen, welche zu einer Prothesenlockerung führen. Hierunter zählt die Klassifikation die Periprothetische Ossifikation, die aseptische Knochennekrose und auch den Bruch des Implantatlagers.

## Validierung der Konsensus-Klassifikation
Seit 2006 wurde die Konsensus-Klassifikation zur Prothesenlockerung mehrfach untersucht und validiert.
Hierbei wurden neue Erkenntnisse gewonnen:
- In 93 % der Fälle erzielt die histologische Konsensus-Klassifikation die exakte Diagnose einer periprothetischen Gelenkentzündung (Typ 2 oder 3) und ist damit genauer als alle übrigen klinischen Methoden.[9]
- Die histologische Diagnose einer septischen Prothesenlockerung (Typ 2 oder 3) ist wahrscheinlich, wenn 23 oder mehr neutrophile Granulozyten pro 10 High Power Fields (HPF) nachgewiesen werden können.[10]
- Das Enzym Chitinase ist vor allem im Blut bei Patienten mit einer abriebinduzierten Prothesenlockerung (Typ 1) erhöht.[11]
- Das Gen MSF (megakaryocyte stimulating factor) wird in der periprothetischen Membran vermehrt exprimiert. Ein Spliceprodukt von MSF ist Lubricin, welches im physiologischen Gelenk die Gleitfähigkeit erhöht. Eine erhöhte Gleitfähigkeit der periprothetischen Membran könnte eine Prothesenlockerung beschleunigen.[12]